# Benjamín Flores
Benjamín Flores (Morelia, Michoacán, 24 de mayo de 1984 - Dallas (Texas), 5 de mayo de 2009) fue un boxeador profesional Mexicano. Murió a causa de un derrame cerebral durante su combate del 30 de abril de 2009 en Al Seeger.

## Muerte
El 30 de abril Benjamín Flores se enfrentaba a Al Seeger por el título estadounidense del peso súper gallo. El árbitro Laurence Cole detuvo la pelea cuando observó que el boxeador mexicano no respondía a los ataques del rival. Fue ayudado por sus ayudantes para llegar a la esquina y, una vez allí, perdió el conocimiento. Fue llevado al hospital Parkland, en Dallas, donde, después de cinco días en coma, falleció.